# Novohrodivka
Novohrodivka (ukrainsk: Новогродівка, russisk: Новогродовка) er en by af regional betydning i Donetsk oblast (provins) i Ukraine. Byen har en befolkning på omkring 14.300 (2021).

## Geografi
Byen ligger i Donbass i Donetsk oblast 45 km nordvest for Donetsk og er en naboby til Selydowe, til hvis kommune den hørte indtil 1992. Mellem de to byer løber hovedvejen M 04, som er en del af Europavej E50.

## Demografiske data
Fra den  ukrainske folketælling 2001:
Etnicitet
- Ukrainere: 61,8%
- Russere: 33,9%
- Hviderussere: 1,6 %
- Tatarer: 0,7%